# Lobsang Tenzin
Lobsang Tenzin (Jol, 5 novembre 1939) è un monaco buddhista e politico tibetano, e V Samdhong Rimpoche.

## La vita
Nato a Jol, nel Tibet orientale, all'età di cinque anni fu riconosciuto come reincarnazione del IV Samdhong Rimpoche, un riverito tulku. Dopo aver preso i voti come monaco, compì gli studi presso il Monastero di Drepung, a Lhasa, e nel 1959 sfuggì alle persecuzioni dei cinesi seguendo il XIV Dalai Lama in esilio in India.
Tra gli anni 1960 e 1970 svolse l'attività di insegnamento del Dharma presso alcune scuole tibetane sorte sul suolo indiano, conseguendo nel frattempo due dei titoli di studi superiori buddisti: il Ghesce Lharampa nel 1968 e il Ngagrimpa nel 1969.
Dal 1971 al 1988 fu rettore dell'Istituto centrale degli studi superiori tibetani di Varanasi, e dal 1988 al 2001 condusse la direzione amministrativa del medesimo istituto.
Nel 1990 fu membro dell'Assemblea Costituente per il futuro del Tibet e per la legge dei tibetani in esilio. Tra il 1991 ed il 1995 fu invece deputato nell'Assemblea del popolo tibetano, organo di cui fu eletto presidente nel 1996. In seguito, tra il 2001 e il 2006, ricoprì la carica di Kalon Tripa, Primo ministro del Governo tibetano in esilio, carica a cui fu rieletto nel 2006.
Alla scadenza del suo mandato nel 2011, mantenne importanti incarichi in seno alla comunità dei rifugiati.